# Lijst van geslachten van de grassenfamilie
Dit is een volledige lijst van geslachten van de grassenfamilie (Poaceae).
| - Acamptoclados - Achlaena - Achnatherum - Aciachne - Acidosasa - Acostia - Acrachne - Acritochaete - Acroceras - Actinocladum - Aegilops - Aegopogon - Aeluropus - Afrotrichloris - Agenium - Agnesia - Agropyron - Agropyropsis - Agrostis - Aira - Airopsis - Alexfloydia - Alloeochaete - Allolepis - Alloteropsis - Alopecurus - Alvimia - Amblyopyrum - Ammochloa - Ammophila - Ampelodesmos - Amphibromus - Amphicarpum - Amphipogon - Anadelphia - Ancistrachne - Ancistragrostis - Andropogon - Andropterum - Anemanthele - Aniselytron - Anisopogon - Anomochloa - Anthaenantiopsis - Anthenantia - Anthephora - Anthochloa - Anthoxanthum - Antinoria - Apera - Aphanelytrum - Apluda - Apochiton - Apoclada - Apocopis - Arberella - Arctagrostis - Arctophila - Aristida - Arrhenatherum - Arthragrostis - Arthraxon - Arthropogon - Arthrostylidium - Arundinaria - Arundinella - Arundo - Arundoclaytonia - Asthenochloa - Astrebla - Athroostachys - Atractantha - Aulonemia - Australopyrum - Austrochloris - Austrodanthonia - Austrofestuca - Austrostipa - Avellinia - Avena - Avenella - Avenula - Axonopus - Bambusa - Baptorhachis - Bealia - Beckeropsis - Beckmannia - Bellardiochloa - Bewsia - Bhidea - Blepharidachne - Blepharoneuron - Boissiera - Boivinella - Borinda - Bothriochloa - Bouteloua - Brachiaria - Brachyachne - Brachychloa - Brachyelytrum - Brachypodium - Briza - Bromuniola - Bromus - Brylkinia - Buchloe - Buchlomimus - Buergersiochloa - Calamagrostis - Calamovilfa - Calderonella - Calosteca - Calyptochloa - Camusiella - Capillipedium - Castellia - Catabrosa - Catabrosella - Catalepis - Catapodium - Cathestechum - Cenchrus - Centotheca - Centrochloa - Centropodia - Cephalostachyum - Chaboissaea - Chaetium - Chaetobromus - Chaetopoa - Chaetopogon - Chaetostichium - Chamaeraphis - Chandrasekharania - Chasechloa - Chasmanthium - Chasmopodium - Chevalierella - Chikusichloa - Chimonobambusa - Chimonocalamus - Chionachne - Chionochloa - Chloachne - Chloris - Chlorocalymma - Chrysochloa - Chrysopogon - Chumsriella - Chusquea - Cinna - Cladoraphis - Clausospicula - Cleistachne - Cleistochloa - Cliffordiochloa - Cockaynea - Coelachne - Coelachyropsis - Coelachyrum - Coelorachis | - Coix - Colanthelia - Coleanthus - Colpodium - Commelinidium - Cornucopiae - Cortaderia - Corynephorus - Cottea - Craspedorhachis - Crinipes - Crithopsis - Crypsis - Cryptochloa - Ctenium - Ctenopsis - Cutandia - Cyathopus - Cyclostachya - Cymbopogon - Cymbosetaria - Cynodon - Cynosurus - Cyperochloa - Cyphochlaena - Cypholepis - Cyrtococcum - Dactylis - Dactyloctenium - Daknopholis - Dallwatsonia - Danthonia - Danthoniastrum - Danthonidium - Danthoniopsis - Dasyochloa - Dasypoa - Dasypyrum - Davidsea - Decaryella - Decaryochloa - Dendrocalamus - Dendrochloa - Deschampsia - Desmazeria - Desmostachya - Deyeuxia - Diandrochloa - Diandrolyra - Diandrostachya - Diarrhena - Dichaetaria - Dichanthelium - Dichanthium - Dichelachne - Diectomis - Dielsiochloa - Digastrium - Digitaria - Digitariopsis - Dignathia - Diheteropogon - Dilophotriche - Dimeria - Dimorphochloa - Dinebra - Dinochloa - Diplachne - Diplopogon - Dissanthelium - Dissochondrus - Distichlis - Drake-Brockmania - Dregeochloa - Drepanostachyum - Dryopoa - Dupontia - Duthiea - Dybowskia - Eccoilopus - Eccoptocarpha - Echinaria - Echinochloa - Echinolaena - Echinopogon - Ectrosia - Ectrosiopsis - Ehrharta - Ekmanochloa - Eleusine - Elionurus - Elymandra - Elymus - Elytrigia - Elytrophorus - Elytrostachys - Enneapogon - Enteropogon - Entolasia - Entoplocamia - Eragrostiella - Eragrostis - Eremium - Eremochloa - Eremopoa - Eremopogon - Eremopyrum - Eriachne - Erianthecium - Erianthus - Eriochloa - Eriochrysis - Erioneuron - Euchlaena - Euclasta - Eulalia - Eulaliopsis - Eustachys - Euthryptochloa - Exotheca - Fargesia - Farrago - Fasciculochloa - Festuca - Festucella - Festucopsis - Filgueirasia - Fingerhuthia - Froesiochloa - Garnotia - Gastridium - Gaudinia - Gaudiniopsis - Germainia - Gerritea - Gigantochloa - Gilgiochloa - Glaziophyton - Glyceria - Glyphochloa - Gouinia - Gouldochloa - Graphephorum - Greslania - Griffithsochloa - Guaduella - Gymnachne - Gymnopogon - Gynerium - Habrochloa - Hackelochloa - Hainardia - Hakonechloa - Halopyrum - Harpachne - Harpochloa - Helictotrichon - Helleria - Hemarthria - Hemisorghum - Henrardia - Hesperostipa | - Heterachne - Heteranthelium - Heteranthoecia - Heterocarpha - Heteropholis - Heteropogon - Hibanobambusa - Hickelia - Hierochloe - Hilaria - Hitchcockella - Holcolemma - Holcus - Holttumochloa - Homolepis - Homopholis - Homozeugos - Hookerochloa - Hordelymus - Hordeum - Hubbardia - Hubbardochloa - Humbertochloa - Hyalopoa - Hydrochloa - Hydrothauma - Hygrochloa - Hygroryza - Hylebates - Hymenachne - Hyparrhenia - Hyperthelia - Hypogynium - Hypseochloa - Hystrix - Ichnanthus - Imperata - Indocalamus - Indopoa - Indosasa - Isachne - Isalus - Ischaemum - Ischnochloa - Ischnurus - Iseilema - Ixophorus - Jansenella - Jarava - Jardinea - Jouvea - Joycea - Kampochloa - Kaokochloa - Karroochloa - Kengia - Kengyilia - Kerriochloa - Kinabaluchloa - Koeleria - Lagurus - Lamarckia - Lamprothyrsus - Lasiacis - Lasiorhachis - Lasiurus - Lecomtella - Leersia - Lepargochloa - Leptagrostis - Leptaspis - Leptocarydion - Leptochloa - Leptochlopsis - Leptocoryphium - Leptoloma - Leptosaccharum - Leptothrium - Lepturella - Lepturidium - Lepturopetium - Lepturus - Leucophrys - Leucopoa - Leymus - Libyella - Limnas - Limnodea - Limnopoa - Lindbergella - Linkagrostis - Lintonia - Lithachne - Littledalea - Loliolum - Lolium - Lombardochloa - Lophacme - Lophatherum - Lopholepis - Lophopogon - Lophopyrum - Lorenzochloa - Loudetia - Loudetiopsis - Louisiella - Loxodera - Luziola - Lycochloa - Lycurus - Lygeum - Maclurolyra - Maillea - Malacurus - Maltebrunia - Manisuris - Megalachne - Megaloprotachne - Megastachya - Melanocenchris - Melica - Melinis - Melocalamus - Melocanna - Merostachys - Merxmuellera - Mesosetum - Metasasa - Metcalfia - Mibora - Micraira - Microbriza - Microcalamus - Microchloa - Microlaena - Micropyropsis - Micropyrum - Microstegium - Mildbraediochloa - Milium - Miscanthidium - Miscanthus - Mnesithea - Mniochloa - Molinia - Monachather - Monanthochloe - Monelytrum - Monium - Monocladus - Monocymbium - Monodia - Mosdenia - Muhlenbergia - Munroa - Myriocladus - Myriostachya - Narduroides - Nardus - Narenga - Nassella - Nastus | - Neeragrostis - Neesiochloa - Nematopoa - Neobouteloua - Neohouzeaua - Neostapfia - Neostapfiella - Nephelochloa - Neurachne - Neurolepis - Neyraudia - Notochloe - Notodanthonia - Ochlandra - Ochthochloa - Odontelytrum - Odyssea - Olmeca - Olyra - Ophiochloa - Ophiuros - Opizia - Oplismenopsis - Oplismenus - Orcuttia - Oreobambos - Oreochloa - Orinus - Oropetium - Ortachne - Orthoclada - Oryza - Oryzidium - Oryzopsis - Otachyrium - Otatea - Ottochloa - Oxychloris - Oxyrhachis - Oxytenanthera - Panicum - Pappophorum - Parafestuca - Parahyparrhenia - Paraneurachne - Parapholis - Paratheria - Parectenium - Pariana - Parodiolyra - Pascopyrum - Paspalidium - Paspalum - Pennisetum - Pentameris - Pentapogon - Pentarrhaphis - Pentaschistis - Pereilema - Periballia - Peridictyon - Perotis - Perrierbambus - Perulifera - Petriella - Peyritschia - Phacelurus - Phaenanthoecium - Phaenosperma - Phalaris - Pharus - Pheidochloa - Phippsia - Phleum - Pholiurus - Phragmites - Phyllorhachis - Phyllostachys - Pilgerochloa - Piptatherum - Piptochaetium - Piptophyllum - Piresia - Piresiella - Plagiantha - Plagiosetum - Planichloa - Plectrachne - Pleiadelphia - Pleioblastus - Pleuropogon - Plinthanthesis - Poa - Pobeguinea - Podophorus - Poecilostachys - Pogonachne - Pogonarthria - Pogonatherum - Pogoneura - Pogonochloa - Pohlidium - Poidium - Polevansia - Polliniopsis - Polypogon - Polytoca - Polytrias - Pommereulla - Porteresia - Potamophila - Pringleochloa - Prionanthium - Prosphytochloa - Psammagrostis - Psammochloa - Psathyrostachys - Pseudanthistiria - Pseudarrhenatherum - Pseudechinolaena - Pseudobromus - Pseudochaetochloa - Pseudocoix - Pseudodanthonia - Pseudodichanthium - Pseudopentameris - Pseudophleum - Pseudopogonatherum - Pseudoraphis - Pseudoroegneria - Pseudosasa - Pseudosorghum - Pseudostachyum - Pseudovossia - Pseudoxytenanthera - Pseudozoysia - Psilathera - Psilolemma - Psilurus - Pterochloris - Ptilagrostis - Puccinellia - Puelia - Qiongzhuea - Racemobambos - Raddia - Raddiella - Ratzeburgia - Redfieldia - Reederochloa - Rehia - Reimarochloa - Reitzia - Relchela - Rendlia - Reynaudia - Rhipidocladum - Rhizocephalus - Rhomboelytrum - Rhynchelytrum - Rhynchoryza - Rhytachne | - Richardsiella - Robynsiochloa - Rottboellia - Rytidosperma - Saccharum - Sacciolepis - Sartidia - Sasa - Sasaella - Sasamorpha - Saugetia - Schaffnerella - Schedonnardus - Schenckochloa - Schismus - Schizachne - Schizachyrium - Schizostachyum - Schmidtia - Schoenefeldia - Sclerachne - Sclerochloa - Sclerodactylon - Scleropogon - Sclerostachya - Scolochloa - Scribneria - Scrotochloa - Scutachne - Secale - Sehima - Semiarundinaria - Sesleria - Sesleriella - Setaria - Setariopsis - Shibataea - Silentvalleya - Simplicia - Sinarundinaria - Sinobambusa - Sinochasea - Sitanion - Snowdenia - Soderstromia - Sohnsia - Sorghastrum - Sorghum - Spartina - Spartochloa - Spathia - Sphaerobambos - Sphaerocaryum - Spheneria - Sphenopholis - Sphenopus - Spinifex - Spodiopogon - Sporobolus - Steinchisma - Steirachne - Stenotaphrum - Stephanachne - Stereochlaena - Steyermarkochloa - Stiburus - Stilpnophleum - Stipa - Stipagrostis - Streblochaete - Streptochaeta - Streptogyna - Streptolophus - Streptostachys - Styppeiochloa - Sucrea - Suddia - Swallenia - Swallenochloa - Symplectrodia - Taeniatherum - Taeniorhachis - Tarigidia - Tatianyx - Teinostachyum - Tetrachaete - Tetrachne - Tetrapogon - Tetrarrhena - Thamnocalamus - Thaumastochloa - Thelepogon - Thellungia - Themeda - Thinopyrum - Thrasya - Thrasyopsis - Thuarea - Thyridachne - Thyridolepis - Thyrsia - Thyrsostachys - Thysanolaena - Torreyochloa - Tovarochloa - Trachypogon - Trachys - Tragus - Tribolium - Tricholaena - Trichoneura - Trichopteryx - Tridens - Trikeraia - Trilobachne - Triniochloa - Triodia - Triplachne - Triplasis - Triplopogon - Tripogon - Tripsacum - Triraphis - Triscenia - Trisetum - Tristachya - Triticum - Tsvelevia - Tuctoria - Uniola - Uranthoecium - Urelytrum - Urochloa - Urochondra - Vahlodea - Vaseyochloa - Ventenata - Vetiveria - Vietnamochloa - Vietnamosasa - Viguierella - Vossia - Vulpia - Vulpiella - Whiteochloa - Willkommia - Xerochloa - Yakirra - Ystia - Yushania - Yvesia - Zea - Zenkeria - Zeugites - Zingeria - Zizania - Zizaniopsis - Zonotriche - Zoysia - Zygochloa |